# 26879 Haines
26879 Haines este un asteroid care intersectează orbita planetei Marte.

## Descriere
26879 Haines este un asteroid care intersectează orbita planetei Marte. El prezintă o orbită caracterizată de o semiaxă mare de 2,31 ua, o excentricitate de 0,35 și o înclinație de 21,3° în raport cu ecliptica.